# Fanconijev sindrom
Fanconijev sindrom je bolest u kojoj je oštečena funkcija proksimalnih tubula bubrega, što rezultira smanjenjem reapsropcije elektrolita, aminokiselina i ostalih hranjivih tvari natrag u krvotok, tj. pojačanim gubitkom elektrolita i hranjivih stvari urinom.
Bolest je nazvana prema švicarskom pedijatru Guido Fanconiju, iako Fanconi nije opisao bolest.
Bolest se može javiti idiopatski (bez poznatog uzroka) ili kao posljedica drugih bolesti koje uzrokuju oštečenje tubula bubrega. Neke bolesti koje mogu oštetiti bubrežne tubule su: greške metabolizma (npr. glikogenoza, Wilsonova bolest), ostale bolesti koje zahvaćaju bubreg ili trovanja tvarima koje oštečuju tubule.  
Bolest se najčešće manifestira klinićkom slikom bubrežne tubularne acidoze, dijagnosticira se karakterističnim nalazom pretraga krvi i urina, i traganjem za bolesti koja je uzrokovala stanje (u slučaju sekundarnog oblika). Liječenje se, kod sekundarnih oblika, usmjerava prema uzroku stanja, dok je ostala terapija simptomatska (npr. nadoknada gubitaka elektrolita i tekućine). 
|  | Molimo pročitajte upozorenje o korištenju medicinskih informacija. Ne provodite liječenje bez savjetovanja s liječnikom! |